# Paul Fromet
Pour les articles homonymes, voir Fromet.
Paul Victor Fromet, né le 13 mai 1863 à Tours, en Indre-et-Loire et mort le 17 septembre 1935 dans le 15e arrondissement de Paris, est un acteur de théâtre et de cinéma français.

## Biographie
Connu également sous le seul nom de Fromet, il est le père des comédiennes Jeanne Fromet dite Madame Fromet, Madeleine Fromet (1900-1983)  épouse de Raymond Cordy, et Maria Fromet (1902-1967) épouse de l'acteur Roger Hédouin (1888-1957).
Il meurt le 17 septembre 1935 au sein de l'Hôpital Saint-Jacques dans le 15e arrondissement de Paris.

## Filmographie partielle
- 1910 : L'Aigle des roches, de Michel Carré (210 m), avec Maria Fromet (Lucia)
- 1910 : Amour de page, de Georges Denola (225 m)
- 1910 : Athalie, de Michel Carré (410 m) d'après la pièce de Jean Racine, avec Maria Fromet et Madeleine Fromet
- 1910 : L'Autre ou un drame en wagon, d'Albert Capellani
- 1910 : La Bouteille de lait, d'Albert Capellani (295 m)
- 1910 : La Chatte métamorphosée en femme de Michel Carré [3]
- 1910 : La Cigale et la Fourmi, de Georges Monca d'après Jean Mitry, avec Jeanne Fromet et Maria Fromet
- 1910 : Les Deux Jésus, de Georges Denola
- 1910 : L'Évadé des Tuileries / Une journée de la Révolution, d'Albert Capellani (320 m)
- 1910 : La Faute du notaire, de Georges Denola (290 m)
- 1910 : La Mariée du château maudit / La Fiancée du château maudit d'Albert Capellani
- 1910 : Les Fiancés de Colombine, de Georges Denola (155 m)
- 1910 : La Grève des forgerons, de Georges Denola, avec Maria Fromet et Madeleine Fromet
- 1910 : L'Image, d'Albert Capellani
- 1910 : Le Retour au foyer, de Georges Denola, avec Maria Fromet et Jeanne Fromet
- 1910 : Le Trimardeur / Le Gendarme sauve le voleur de Georges Denola
- 1910 : Loin des yeux, loin du cœur de Georges Denola
- 1910 : La Louve, de Michel Carré (245 m), avec Maria Fromet
- 1910 : Le Roman de la momie, d'Albert Capellani d'après Théophile Gautier, avec Jeanne Fromet
- 1910 : La Navaja, de Michel Carré (190 m), avec Maria Fromet (Pedrito)
- 1910 : Le Clown et le Pacha neurasthénique / Le Pacha neurasthénique de Georges Monca
- 1910 : Par un jour de carnaval, de Georges Denola, avec Maria Fromet
- 1910 : Philémon et Baucis, de Georges Denola (170 m), avec Maria Fromet, Madeleine Fromet et Jeanne Fromet
- 1910 : Pour les beaux yeux de la voisine, de Georges Denola (220 m), avec Madeleine Fromet
- 1910 : Prix de vertu, d'Albert Capellani (225 m)
- 1910 : Le Revenant, de Georges Denola
- 1910 : Le Roman d'un jour d'Albert Capellani, avec Madeleine Fromet
- 1910 : Un Drame villageois, de Georges Monca
- 1910 : Le Violon de grand-père, de Michel Carré (265 m)
- 1910 : Le Voile du bonheur, d'Albert Capellani (870 m)
- 1910 : Zizi la bouquetière, de Georges Denola
- 1910 : Rigadin amoureux de sa voisine, de Georges Monca (155 m)
- 1910 : Rigadin au music-hall, de Georges Monca
- 1910 : Rigadin est fier d'être témoin, de Georges Monca (130 m)
- 1910 : Rigadin est trop beau de Georges Monca
- 1910 : Rigadin galant homme, de Georges Monca (170 m)
- 1910 : Rigadin se décide à travailler, de Georges Monca (145 m)
- 1910 : Rigadin tzigane, de Georges Monca (180 m)
- 1910 : Les Timidités de Rigadin, de Georges Monca (175 m)
- 1910 : La Vengeance de la morte / Le Portrait d'Albert Capellani -
- 1911 : J'ai perdu ma manche / Rigadin perd sa manche de Georges Monca
- 1911 : La Tournée du percepteur de Georges Denola
- 1911 : Une petite femme bien douce de Georges Denola
- 1911 : La Fête de Marguerite de Georges Denola, avec Maria Fromet
- 1911 : Un homme habile de Georges Denola
- 1911 : Promenade d'amour de Georges Denola, court métrage (105 m)
- 1911 : La Femme du saltimbanque de Georges Denola (385 m), d'après Paillasse d'Adolphe Dennery
- 1911 : Amoureux de sa voisine de Georges Monca
- 1911 : Le Rendez-vous, de Georges Denola (185 m)
- 1911 : Romain Kalbris, de Georges Denola (250 m), d'après le roman d'Hector Malot
- 1911 : Voleur d'amour de Georges Denola (220 m)
- 1911 : L'Une pour l'autre / Sœurs de lait de Georges Denola (230 m)
- 1911 : Le Pieux mensonge, de Michel Carré
- 1911 : Le Pain des petits oiseaux, d'Albert Capellani (265 m)
- 1911 : Les Bottes de Kouba, de Georges Denola (195 m), avec Maria Fromet
- 1911 : La Fille du clown, de Georges Denola (270 m)
- 1911 : Les Deux Chemins / Les Deux Sœurs, d'Albert Capellani
- 1911 : La Danseuse de Siva, d'Albert Capellani (285 m)
- 1911 : Le Courrier de Lyon ou L'Attaque de la malle-poste, d'Albert Capellani (780 m), d'après le roman de Maxime Valoris
- 1911 : L'Anniversaire de Mademoiselle Félicité, de Georges Denola (235 m)
- 1911 : La Suggestion du baiser / L'Envie d'embrasser de Georges Monca
- 1918 : Numéro 30 série 10, de Georges Monca (565 m) : le garde-champêtre
- 1925 : Sans famille, film en 6 époques de Georges Monca et Maurice Kéroul (7,200 m) d'après Hector Malot
- 1928 : La Passion de Jeanne d'Arc, film (2,200 m) de Carl Dreyer  : un juge
- 1929 : Gardiens de phare, de Jean Grémillon (2,000 m) : le père Bréhan
- 1933 : Adieu les beaux jours, de Johannes Meyer et André Beucler : le père Gaston